# Gerhard Bernhard van Haar
Gerhard Bernhard van Haar (* 6. April 1760 in Wesel; † 20. Februar 1837 in Hamm) war ein deutscher Gymnasiallehrer und Großvater von Friedrich Engels.

## Leben
Die Familie van Haar stammte aus Leiden in den Niederlanden. Ein Vorfahr wanderte 1683 als Korbmachermeister nach Wesel aus. Gerhard Bernhard van Haar wurde am 6. April 1760 in Wesel, vermutlich als zweiter Sohn, von Johannes van Haar (1731–1786) und dessen Ehefrau Margaretha geb. Scholten (1734–1769) in ärmlichen Verhältnissen geboren.
Gerhard Bernhard van Haar besuchte von 1771 bis 1777 das örtliche Gymnasium. Nach der erteilten Reife war er einige Jahre als Hauslehrer tätig und bildete sich vermutlich autodidaktisch weiter. Mit 21 Jahren machte er das Lehrerexamen und wurde am 12. Juni 1781 am Gymnasium zu Hamm angestellt. 1788 heiratete er die Tecklenburger Pfarrerstochter Franziska Christina Snethlage (1758–1846). Das fünfte von ihren sieben Kindern Elisabeth (Elise) Franziska Mauritia (1797–1873), wurde später die Mutter von Friedrich Engels. 1833 wurde Gerhard Bernhard van Haar nach 52 Dienstjahren pensioniert. Er starb am 20. Februar 1837 in Hamm.
Seit 1805 übte Gerhard Bernhard van Haar einen Einfluss auf die Familie Engels aus. Ein Bruder des Vaters von Friedrich Engels war Schüler des Hammer Gymnasiums und wohnte als Pensionsgast in seinem  Hause. Elisabeth Franziska van Haar verbrachte 1816 die Sommerferien im Haushalt der Engels. Bei dieser Gelegenheit lernte sie ihren späteren Mann Friedrich Engels sen. (1796–1860) näher kennen. Beim Tod von Gerhard Bernhard van Haar war Friedrich Engels 16½ Jahre. Bis dahin wirkte er an seiner Erziehung mit. Mindestens sechsmal hielt sich Friedrich Engels im Sommer jeweils für mehrere Wochen in Hamm auf, und mindestens ebenso oft verbrachten die Großeltern ihre Ferien in Barmen.

„Barmen den 20. Dezember 1833

An meinen Großvater

O Du lieber Großvater, der immer uns gütig begegnet,

Der Du noch immer uns halfst, wenns mit den Arbeiten gehapert!

Der so schöne Geschichten mir, wenn Du hier warst, erzähltest,

Vom Cercyon und Theseus, vom hundertäugigen Argus;

Von dem goldenen Vließ, von den Argonauten und Jason,

Von dem starken Herkul, von dem Danaus und Kadmos.

Und -- ich weiß es nicht mehr, was Du noch sonst mir erzählet;

Nun, so wünsche ich Dir, Großvater, ein glückliches Neujahr,

Dir ein Leben noch lang, viel Freud und wenig Trübsal,

Alles Gute, was nur dem Menschen kann je wiederfahren,

Alles das wird Dir gewünscht von Deinem Dich liebenden Enkel

Friedr. Engels“

## Ehrungen
- Roter Adlerorden 4. Klasse, verliehen am 29. Mai 1831.